# Лаурен, Анна-Лена
А́нна-Ле́на Лауре́н (швед. Anna-Lena Laurén; род. 4 апреля 1976, Парайнен, Турку-Пори) — финская шведоязычная журналистка и писательница.

## Биография
Родилась 4 апреля 1976 года в Паргасе, в Финляндии.
Изучала политологию, литературу и русский язык в Академии Або в Турку. Совершенствовала русский язык на курсах в Российском центре науки и культуры в Хельсинки.
В 2003 году стала самым молодым финским шведоязычным корреспондентом, удостоенным премии Топелиуса.
С 2006 по 2010 годы работала корреспондентом шведскоязычной службы новостей государственной телерадиокомпании «YLE» в Москве и Санкт-Петербурге. Публикация её книги «У них что-то с головой, у этих русских» (швед. «De är inte kloka, de där ryssarna») вызвала в России разноречивые отклики. Книга стала бестселлером и выдержала несколько тиражей в России и на Украине (укр. «У них щось негаразд з головою, в тих росіян»). Украинский перевод книги был инициирован послом Финляндии на Украине Кристером Михельссоном.
В 2009 году вышла её вторая книга — «I bergen finns inga herrar — om Kaukasien och dess folk» («В горах все равны. О Кавказе и его народах»), о народах Северного Кавказа и Грузии. В ней Лаурен подробно рассказывает о влиянии войны в Грузии и второй чеченской войны на жизнь простых людей.
В своей третьей книге о России «Sedan jag kom till Moskva» («С тех пор, как я приехала в Москву»), вышедшей в 2010 году, она описала свою жизнь в Москве как жизнь молодой незамужней женщины с хорошей работой, большим количеством друзей, но все ещё одинокой, о социальной жизни в мегаполисе.
В 2012 году Лаурен получила премию Келлокас от организации «Журналисты—женщины».
В 2013 году выпустила в свет книгу «Frihetens pris är okänt» («Неисповедима цена свободы»), которая рассказывает о «цветных революциях» в Грузии, Украине и Киргизии и современной ситуации в этих странах.
В течение ряда лет работала корреспондентом шведоязычных газет «Hufvudstadsbladet» и «Dagens Nyheter» в России. Публиковала репортажи также из других стран СНГ, концентрируясь на ситуации в Украине. В апреле 2023 года Посольство России в Швеции выдвинуло журналистке обвинения в распространении фейков о России в связи с чем Лаурен покинула страну и не получила более продление своей аккредитации.
В 2020 году Анна-Лена Лаурен получила большой журналистский приз Финляндии как «журналист года»
Кроме родного шведского, владеет финским и русским языками.